# Dracula deltoidea
Dracula deltoidea é uma espécie de orquídea epífita de crescimento cespitoso cujo gênero é proximamente relacionado às Masdevallia, parte da tribo Pleurothallidinae. Esta espécie é originária do sudeste do Equador, onde habita florestas úmidas e nebulosas das montanhas.
Pode ser diferenciada das espécies mais próximas por suas pequenas flores carnosas, pálidas, frequentemente esverdeadas, triangulares e internamente pubescentes, com antenas curtas.